# Milne & Choyce
Milne & Choyce was een van de eerste warenhuizen in Auckland, Nieuw-Zeeland.

## Geschiedenis
In 1867 namen Mary Jane en haar zus Charlotte Milne een textielwinkel en hoedenmaker over in Wyndham Street in Auckland. In 1874 verhuisde de winkel naar een groter pand aan Queen Street, voordat de naam van de winkel in 1876 veranderde in Milne & Choyce na het huwelijk van Charlotte Milne met Henry Choyce.
In de loop der tijd werd het warenhuis diverse keren verbouwd en uitgebreid van drie naar zeven verdiepingen.
Het bedrijf opende zijn eerste filiaal in Hamilton in 1950, gevolgd door een andere in Palmerston North. Met de snelle groei van de voorsteden opende Milne & Choyce filialen in Takapuna, Mount Roskill, Panmure, Remuera, Mangere en werd in 1963 een winkel geopend in de pas geopende Lynnmall in New Lynn.
In de jaren 1970 werd het meerderheidsaandeel van het warenhuis verkocht aan Fletcher Holdings. Later veranderde de naam in Milnes toen de winkels werden overgenomen door Haywrights (dat later werden overgenomen door Farmers). De vlaggenschipwinkel aan Queen Street sloot in 1976 en verhuisde naar het nieuw gebouwd Down Town Shopping Centre. Het filiaal in Remuera bleef bestaan, totdat het in de jaren 90 werd verkocht. 